# Thiago Alcántara
Thiago Alcántara do Nascimento (Alcântara en portugués; San Pietro Vernotico, Brindisi, Italia, 11 de abril de 1991), conocido como Thiago Alcántara o simplemente Thiago, es un exfutbolista hispanobrasileño que jugaba como centrocampista. Durante su carrera jugó para el F. C. Barcelona, el Bayern de Múnich y el Liverpool F. C.
Fue internacional absoluto con la selección española desde 2011 hasta 2021. Es hijo del exfutbolista brasileño Mazinho, de la exjugadora de voleibol brasileña Valéria Alcântara y hermano mayor del también futbolista brasileño Rafinha Alcántara.

## Trayectoria

### Inicios
Es hijo de Mazinho, exfutbolista campeón del mundo con Brasil, y de Valéria Alcântara, exjugadora de voleibol.
Nació en el municipio italiano de San Pietro Vernotico, en el hospital donde trabaja el doctor Palaia, quien es médico social del U. S. Lecce donde jugaba el padre de Thiago por entonces. Muy pronto empezó a jugar al fútbol en Brasil, la tierra natal de su familia, en las categorías infantiles del Flamengo. Se mudó a España cuando su padre jugaba en el Valencia C. F. y dos años más tarde, al ser Mazinho traspasado al Celta, se trasladaron a Vigo. Allí Thiago empezó a jugar en el Nigrán C. F. durante dos años y luego se enroló en el E. D. Val Miñor Nigrán-NovacaixaGalicia, entonces llamado Ureca, de la localidad de Nigrán (Pontevedra) donde estuvo jugando hasta que sus buenas actuaciones hicieron que algunos equipos profesionales se fijaran en él.
Celta de Vigo, Real Madrid, Deportivo de la Coruña, Valencia C. F. y F. C. Barcelona se interesaron en ficharle, pero fue este último el que, en la temporada 2005/2006, consiguió hacerse con sus servicios, incorporándolo al Cadete B.

### F. C. Barcelona
En 2007 ascendió al equipo juvenil y la temporada siguiente la jugó a caballo entre el juvenil y el Barça B, que en ese momento entrenaba Pep Guardiola. Fue aun siendo juvenil cuando debutó con el primer equipo, en un partido de la Copa Catalunya contra el Girona Futbol Club, empezando de suplente. Participó en la final, esta vez como titular. Su buena actuación en categorías inferiores no paso desapercibida para otros clubes importantes. El Chelsea F. C. hizo una oferta por él cuando solo contaba dieciséis años. Sin embargo, Thiago decidió permanecer en el club azulgrana.
En la temporada 08-09, se incorporó de forma definitiva al segundo equipo del Barça, que dirigía Luis Enrique y que disputaba la liga de Segunda División B en el Grupo 3. Sufrió una lesión a principio de temporada que le tuvo fuera casi tres meses, hasta noviembre. El equipo por aquel entonces conocido como Barça Atlètic quedó quinto a solo un punto del play off de promoción.
Debutó en Primera División con el primer equipo del F. C. Barcelona el 17 de mayo de 2009 en un partido de la jornada 36 frente al Real Mallorca, siendo ya el F. C. Barcelona campeón del torneo. Entró en el minuto 74 sustituyendo a Eiður Guðjohnsen con el dorsal número 44. El 19 de agosto de ese mismo año disputó la segunda parte del Trofeo Joan Gamper contra el Manchester City, coincidiendo por primera vez en el equipo con importantes jugadores como Lionel Messi, Zlatan Ibrahimović o Daniel Alves.
En enero de 2010, Pep Guardiola lo convocó para el primer equipo, junto a Víctor Vázquez y Jonathan dos Santos, para suplir las bajas de Yaya Touré y Seydou Keita, que viajaron a disputar la Copa Africana de Naciones 2010. Debutó en Copa del Rey el 5 de enero de 2010 en un encuentro en el Camp Nou frente al Sevilla F. C. con el dorsal 34.
El 20 de febrero de 2010 logró, ante el Racing de Santander, su primer gol en Primera División en la victoria del Barcelona por 4-0 frente a los cántabros.
El 12 de junio de 2010 renovó su contrato por un año más, con una cláusula de rescisión de 10 millones de euros, ampliables a tres años y 30 millones respectivamente si conseguía ficha con el primer equipo durante la temporada.
Esa temporada fue titular en los partidos del play off de ascenso a Segunda División A que disputó el filial del Barcelona frente a Real Jaén (donde anotó un gol) y la ida frente al Sant Andreu, en la que se lesionó, hecho que hizo que no jugara de inicio la decisiva vuelta en el Estadi Narcís Sala. Thiago entró en el minuto 76, y su equipo consiguió el ascenso de categoría al mantener el empate a cero que hacía valer su victoria en la ida.
En la temporada 2010-2011, fue inscrito en Segunda División con el Barcelona B, aunque entrenaba usualmente con el primer equipo. El 17 de enero de 2011, el director deportivo del FC Barcelona Andoni Zubizarreta confirma públicamente que en la 2011-2012 Thiago tendrá ficha del primer equipo.
Debutó en Liga de Campeones de la UEFA el 7 de diciembre de 2010 en la victoria de su equipo por 2-0 en la fase de grupos frente al Rubin Kazan en el Camp Nou, disputando los 90 minutos con el número 30 a la espalda y siendo elegido mejor jugador del partido por la UEFA. Su primera titularidad en Liga llegó el 2 de abril de 2011, en el estadio El Madrigal frente al Villarreal C. F., partido que finalizó 0-1 para el cuadro azulgrana. Durante la recta final de la temporada tuvo frecuentes apariciones en el once inicial y consiguió marcar dos goles. Al final de esa temporada, el Barcelona consiguió los títulos de Liga y Liga de Campeones.
En junio de 2011 renovó su contrato con el F. C. Barcelona hasta 2015, con una cláusula de rescisión de 90 millones de euros. El 27 de julio de 2011 durante su primera pretemporada con el primer equipo, se proclamó campeón en el Allianz Arena de la Audi Cup tras vencer al Bayern de Múnich en la final por 0-2, anotando Thiago los 2 goles del partido. También fue titular en la ida de la Supercopa de España frente al Real Madrid.
En su llegada al primer equipo, empezó luciendo el dorsal 4 durante la pretemporada, pero con la llegada al club de Cesc Fàbregas, le cedió el dorsal al exjugador del Arsenal, gesto que este le agradeció públicamente durante su presentación. A raíz de ello, Thiago tomó el dorsal 11, que hasta ese momento había sido lucido por Jeffrén Suárez, que ese verano fue traspasado.
Después de la pretemporada, debutó en la Liga y marcó un gol en el triunfo por 5-0 del Barcelona frente al Villarreal C. F. Fue nominado al Premio Golden Boy 2011, donde quedó en segundo lugar por detrás de Mario Götze. Thiago terminó la temporada 2011-12 ganando un total de 4 títulos con el Barcelona: Supercopa de España, Supercopa de Europa, Mundial de Clubes y Copa del Rey.

### F. C. Bayern de Múnich
El 14 de julio de 2013 el F. C. Barcelona alcanzó un acuerdo con el Bayern de Múnich para el traspaso del futbolista, valorado en 25 millones de euros y un partido amistoso. En Alemania, el jugador se reencuentra con Pep Guardiola como entrenador.
Debutó con el Bayern en la derrota por 4–2 frente al Borussia Dortmund en la Supercopa de Alemania 2013, el 27 de julio de 2013. Jugó su primer partido en la Bundesliga en la victoria por 0–1 frente al Eintracht Frankfurt el 11 de agosto de 2013. El 21 de diciembre de 2013, anotó su primer gol oficial con el Bayern Múnich, en la final de la  Copa Mundial de Clubes de la FIFA 2013, firmando el 2–0 definitivo para el equipo alemán y consiguiendo el título. El 29 de enero de 2014, anotó su primer gol en la Bundesliga, en el tiempo de descuento, ante el VfB Stuttgart, en el que también asistió a Claudio Pizarro para el primer gol del Bayern. El equipo bávaro se proclamó ese año campeón de la Bundesliga, con una marca récord, en la jornada 27 del campeonato, aunque posteriormente Thiago se perdió todo el tramo final de la temporada por una lesión de rodilla.

### Liverpool F. C.
El 18 de septiembre de 2020, tras siete años en Múnich, se hizo oficial su fichaje por el Liverpool F. C. Debutó dos días después jugando la segunda parte del encuentro que ganó su equipo 0-2 ante el Chelsea F. C. en Stamford Bridge. En 45 minutos completó más pases, 75, que cualquier jugador del rival, algo que no había sucedido desde que se empezaron a recoger datos en la temporada 2003-04.
El 17 de mayo de 2024 se anunció su salida del club al final de la temporada una vez expirara su contrato. Durante esa campaña solo pudo jugar cinco minutos ante el Arsenal F. C. por culpa de las lesiones. Ese acabó siendo el último partido de su carrera antes de anunciar su retirada en el mes de julio.
Tras haberse retirado, regresó al F. C. Barcelona para trabajar en el cuerpo técnico de Hansi Flick durante la pretemporada.

## Selección nacional

### Categorías inferiores

Thiago con la selección de fútbol sub-21 de España.

Thiago podía jugar con las selecciones de Brasil y España. A pesar de que Brasil realizó tentativas para convocarle, el centrocampista eligió jugar con la selección de España.
Jugó con todas las categorías inferiores de España desde la sub-16. Con la selección sub-17 de España se proclamó campeón de Europa en Turquía en el año 2008 siendo pieza fundamental en el esquema de Juan Santisteban.
Con la selección española sub-18 se proclamó campeón de la XXXV Copa del Atlántico disputada en Gran Canaria. En la final marcó un gol y fue el máximo realizador del torneo.
Posteriormente, realizó diversos entrenamientos con la selección española sub-19 y fue convocado con dicha categoría para disputar un partido de la fase de clasificación del Campeonato de Europa de 2009. Debutó y marcó el tercero de los cinco goles que los jóvenes españoles lograron ante la Estonia.
En el verano de 2009 formó parte de la lista de 22 jugadores que representaron a España en el Campeonato de Europa Sub-19 de selecciones, en Ucrania, junto a jugadores como De Gea, Fran Mérida o Aquino entre otros. Thiago disputó el primero de los tres partidos que el combinado español jugó antes de caer eliminado por Francia.
Durante dicha competición, el seleccionador Luis Milla dijo de él:

«Con el balón es muy dotado técnicamente, pero ahora también juega sin balón. Ve el fútbol sencillo y tiene último pase. Ha ganado en competitividad y experiencia, algo básico para la élite» 

El siguiente verano volvió a repetir convocatoria con la sub-19 para el Europeo, disputado en la zona de la baja Normandía. Thiago tuvo una actuación destacada y la selección española logró llegar hasta la final del campeonato, donde fueron derrotados por 2-1 por el combinado anfitrión, Francia.
Thiago debutó en septiembre de 2010 con la selección sub-21 ante los Países Bajos. Con dicho combinado disputó la Eurocopa Sub-21 de 2011, en la que el equipo español ganó la final a Suiza por un resultado de 0-2, siendo el segundo tanto obra de Thiago. Además, fue elegido el mejor jugador de la final.
También jugó la Eurocopa Sub-21 de 2013, ganando la final a Italia por un resultado de 2-4, de los cuales Thiago anotó tres goles.

### Selección absoluta
El 5 de agosto de 2011 el seleccionador nacional de España, Vicente del Bosque, convocó a Thiago con la selección española para el encuentro amistoso del día 10 de ese mismo mes frente a Italia. Pese a tener raíces brasileñas y a haber nacido en Italia, el jugador se mostró orgulloso de defender los colores de España. Hizo su debut en ese partido, entrando en la segunda mitad sustituyendo a Andrés Iniesta. El 6 de septiembre de 2011, Thiago juega por primera vez un partido oficial con la selección española frente a Liechtenstein en Logroño.
Tras no poder ser seleccionado para la Eurocopa 2012 y los Juegos Olímpicos de Londres 2012, por lesión, en agosto de 2013 fue convocado de nuevo por Vicente del Bosque para la selección absoluta española, para disputar un amistoso en Guayaquil frente a Ecuador y de nuevo en marzo de 2014, para un amistoso contra Italia.
Thiago formó parte de los treinta futbolistas preseleccionados por del Bosque para disputar el Mundial 2014, sin embargo una recaída en la lesión de rodilla que arrastraba desde abril de 2014, hizo que se perdiera la cita.
Fue convocado para la Copa Mundial de 2018, y tuvo pocos minutos en una selección española que no pudo pasar de los octavos de final.

#### Participaciones en Copas del Mundo
| Mundial           | Sede  | Resultado        | Partidos | Goles |
| ----------------- | ----- | ---------------- | -------- | ----- |
| Copa Mundial 2018 | Rusia | Octavos de final | 2        | 0     |

#### Participaciones en Eurocopas
| Copa          | Sede    | Resultado        | Partidos | Goles |
| ------------- | ------- | ---------------- | -------- | ----- |
| Eurocopa 2016 | Francia | Octavos de final | 2        | 0     |
| Eurocopa 2020 | Europa  | Semifinales      | 4        | 0     |

#### Goles internacionales
| N.º | Fecha                | Estadio                           | Rival     | Gol | Resultado | Competición                |
| --- | -------------------- | --------------------------------- | --------- | --- | --------- | -------------------------- |
| 1   | 6 de octubre de 2017 | José Rico Pérez, Alicante, España | Albania   | 3-0 | 3-0       | Clasificación Mundial 2018 |
| 2   | 27 de marzo de 2018  | Metropolitano, Madrid, España     | Argentina | 4-1 | 6-1       | Amistoso                   |

## Estadísticas

### Clubes
Actualizado al último partido disputado en su carrera.
| Club                         | Div.          | Temporada     | Liga  | Liga  | Liga   | Copas nacionales | Copas nacionales | Copas nacionales | Copas internacionales | Copas internacionales | Copas internacionales | Otras competencias | Otras competencias | Otras competencias | Total | Total | Total  |
| Club                         | Div.          | Temporada     | Part. | Goles | Asist. | Part.            | Goles            | Asist.           | Part.                 | Goles                 | Asist.                | Part.              | Goles              | Asist.             | Part. | Goles | Asist. |
| ---------------------------- | ------------- | ------------- | ----- | ----- | ------ | ---------------- | ---------------- | ---------------- | --------------------- | --------------------- | --------------------- | ------------------ | ------------------ | ------------------ | ----- | ----- | ------ |
| F. C. Barcelona "B" · España | 3.ª           | 2007-08       | 5     | 0     | 0      | -                | -                | -                | -                     | -                     | -                     | -                  | -                  | -                  | 5     | 0     | 0      |
| F. C. Barcelona "B" · España | 2.ª B         | 2008-09       | 25    | 0     | 0      | -                | -                | -                | -                     | -                     | -                     | -                  | -                  | -                  | 25    | 0     | 0      |
| F. C. Barcelona "B" · España | 2.ª B         | 2009-10       | 18    | 3     | 0      | -                | -                | -                | -                     | -                     | -                     | -                  | -                  | -                  | 18    | 3     | 0      |
| F. C. Barcelona "B" · España | 2.ª B         | 2010-11       | 11    | 0     | 0      | -                | -                | -                | -                     | -                     | -                     | -                  | -                  | -                  | 11    | 0     | 0      |
| F. C. Barcelona "B" · España | Total club    | Total club    | 59    | 3     | 0      | -                | -                | -                | -                     | -                     | -                     | -                  | -                  | -                  | 59    | 3     | 0      |
| F. C. Barcelona · España     | 1.ª           | 2008-09       | 1     | 0     | 0      | 0                | 0                | 0                | 0                     | 0                     | 0                     | 0                  | 0                  | 0                  | 1     | 0     | 0      |
| F. C. Barcelona · España     | 1.ª           | 2009-10       | 1     | 1     | 0      | 1                | 0                | 0                | 0                     | 0                     | 0                     | 0                  | 0                  | 0                  | 2     | 1     | 0      |
| F. C. Barcelona · España     | 1.ª           | 2010-11       | 12    | 2     | 0      | 3                | 1                | 2                | 1                     | 0                     | 1                     | 1                  | 0                  | 0                  | 17    | 3     | 3      |
| F. C. Barcelona · España     | 1.ª           | 2011-12       | 27    | 2     | 4      | 8                | 2                | 1                | 7                     | 0                     | 0                     | 3                  | 0                  | 3                  | 45    | 4     | 8      |
| F. C. Barcelona · España     | 1.ª           | 2012-13       | 27    | 2     | 5      | 7                | 1                | 4                | 2                     | 0                     | 0                     | 0                  | 0                  | 0                  | 36    | 3     | 9      |
| F. C. Barcelona · España     | Total club    | Total club    | 68    | 7     | 9      | 19               | 4                | 7                | 10                    | 0                     | 1                     | 4                  | 0                  | 3                  | 101   | 11    | 20     |
| Bayern de Múnich · Alemania  | 1.ª           | 2013-14       | 16    | 2     | 4      | 2                | 0                | 0                | 4                     | 0                     | 0                     | 3                  | 1                  | 1                  | 25    | 3     | 5      |
| Bayern de Múnich · Alemania  | 1.ª           | 2014-15       | 7     | 0     | 0      | 2                | 0                | 0                | 4                     | 2                     | 1                     | 0                  | 0                  | 0                  | 13    | 2     | 1      |
| Bayern de Múnich · Alemania  | 1.ª           | 2015-16       | 27    | 2     | 3      | 5                | 1                | 0                | 9                     | 1                     | 4                     | 1                  | 0                  | 0                  | 42    | 4     | 7      |
| Bayern de Múnich · Alemania  | 1.ª           | 2016-17       | 27    | 6     | 5      | 4                | 1                | 1                | 9                     | 2                     | 3                     | 1                  | 0                  | 0                  | 41    | 9     | 9      |
| Bayern de Múnich · Alemania  | 1.ª           | 2017-18       | 19    | 2     | 2      | 3                | 2                | 2                | 10                    | 3                     | 0                     | 0                  | 0                  | 0                  | 32    | 7     | 4      |
| Bayern de Múnich · Alemania  | 1.ª           | 2018-19       | 30    | 2     | 6      | 6                | 0                | 0                | 5                     | 0                     | 2                     | 1                  | 1                  | 0                  | 42    | 3     | 8      |
| Bayern de Múnich · Alemania  | 1.ª           | 2019-20       | 24    | 3     | 0      | 5                | 0                | 0                | 10                    | 0                     | 2                     | 1                  | 0                  | 0                  | 40    | 3     | 2      |
| Bayern de Múnich · Alemania  | Total club    | Total club    | 150   | 17    | 20     | 27               | 4                | 3                | 51                    | 8                     | 12                    | 7                  | 2                  | 1                  | 235   | 31    | 36     |
| Liverpool F. C. Inglaterra   | 1.ª           | 2020-21       | 24    | 1     | 0      | 2                | 0                | 0                | 4                     | 0                     | 0                     | -                  | -                  | -                  | 30    | 1     | 0      |
| Liverpool F. C. Inglaterra   | 1.ª           | 2021-22       | 25    | 1     | 4      | 4                | 0                | 1                | 10                    | 1                     | 0                     | -                  | -                  | -                  | 39    | 2     | 5      |
| Liverpool F. C. Inglaterra   | 1.ª           | 2022-23       | 18    | 0     | 0      | 4                | 0                | 1                | 5                     | 0                     | 0                     | 1                  | 0                  | 0                  | 28    | 0     | 1      |
| Liverpool F. C. Inglaterra   | 1.ª           | 2023-24       | 1     | 0     | 0      | 0                | 0                | 0                | 0                     | 0                     | 0                     | -                  | -                  | -                  | 1     | 0     | 0      |
| Liverpool F. C. Inglaterra   | Total club    | Total club    | 68    | 2     | 4      | 10               | 0                | 2                | 19                    | 1                     | 0                     | 1                  | 0                  | 0                  | 98    | 3     | 6      |
| Total carrera                | Total carrera | Total carrera | 345   | 29    | 33     | 56               | 8                | 12               | 80                    | 9                     | 13                    | 12                 | 2                  | 4                  | 493   | 48    | 62     |
| 1. 2. 3.                     |               |               |       |       |        |                  |                  |                  |                       |                       |                       |                    |                    |                    |       |       |        |

### Hat-tricks
| Partidos en los que anotó tres o más goles | Partidos en los que anotó tres o más goles | Partidos en los que anotó tres o más goles | Partidos en los que anotó tres o más goles | Partidos en los que anotó tres o más goles | Partidos en los que anotó tres o más goles | Partidos en los que anotó tres o más goles |
| #                                          | Fecha                                      | Lugar                                      | Partido                                    | Goles                                      | Resultado                                  | Competición                                |
| ------------------------------------------ | ------------------------------------------ | ------------------------------------------ | ------------------------------------------ | ------------------------------------------ | ------------------------------------------ | ------------------------------------------ |
| 1                                          | 18 de junio de 2013                        | Teddy Kollek, Jerusalén                    | España sub-21 - Italia sub-21              | Gol · Gol · Gol                            | 2 - 4                                      | Eurocopa Sub-21 2013                       |

## Palmarés

### Títulos nacionales
| Título                | Club             | País       | Año     |
| --------------------- | ---------------- | ---------- | ------- |
| Supercopa de España   | F. C. Barcelona  | España     | 2010    |
| Primera División      | F. C. Barcelona  | España     | 2010-11 |
| Supercopa de España   | F. C. Barcelona  | España     | 2011    |
| Copa del Rey          | F. C. Barcelona  | España     | 2011-12 |
| Primera División      | F. C. Barcelona  | España     | 2012-13 |
| 1. Bundesliga         | Bayern de Múnich | Alemania   | 2013-14 |
| Copa de Alemania      | Bayern de Múnich | Alemania   | 2013-14 |
| 1. Bundesliga         | Bayern de Múnich | Alemania   | 2014-15 |
| 1. Bundesliga         | Bayern de Múnich | Alemania   | 2015-16 |
| Copa de Alemania      | Bayern de Múnich | Alemania   | 2015-16 |
| Supercopa de Alemania | Bayern de Múnich | Alemania   | 2016    |
| 1. Bundesliga         | Bayern de Múnich | Alemania   | 2016-17 |
| Supercopa de Alemania | Bayern de Múnich | Alemania   | 2017    |
| 1. Bundesliga         | Bayern de Múnich | Alemania   | 2017-18 |
| Supercopa de Alemania | Bayern de Múnich | Alemania   | 2018    |
| 1. Bundesliga         | Bayern de Múnich | Alemania   | 2018-19 |
| Copa de Alemania      | Bayern de Múnich | Alemania   | 2018-19 |
| 1. Bundesliga         | Bayern de Múnich | Alemania   | 2019-20 |
| Copa de Alemania      | Bayern de Múnich | Alemania   | 2019-20 |
| Copa de la Liga       | Liverpool F. C.  | Inglaterra | 2021-22 |
| FA Cup                | Liverpool F. C.  | Inglaterra | 2021-22 |
| Community Shield      | Liverpool F. C.  | Inglaterra | 2022    |
| Copa de la Liga       | Liverpool F. C.  | Inglaterra | 2023-24 |

### Títulos internacionales
| Título                               | Club (*)                   | Sede      | Año     |
| ------------------------------------ | -------------------------- | --------- | ------- |
| Campeonato Europeo Sub-17 de la UEFA | Selección sub-17 de España | Turquía   | 2008    |
| Liga de Campeones de la UEFA         | F. C. Barcelona            | Londres   | 2010-11 |
| Eurocopa Sub-21                      | Selección sub-21 de España | Dinamarca | 2011    |
| Supercopa de Europa                  | F. C. Barcelona            | Mónaco    | 2011    |
| Copa Mundial de Clubes de la FIFA    | F. C. Barcelona            | Japón     | 2011    |
| Eurocopa Sub-21                      | Selección sub-21 de España | Israel    | 2013    |
| Supercopa de Europa                  | Bayern de Múnich           | Praga     | 2013    |
| Copa Mundial de Clubes de la FIFA    | Bayern de Múnich           | Marruecos | 2013    |
| Liga de Campeones de la UEFA         | Bayern de Múnich           | Lisboa    | 2019-20 |

(*) Incluyendo la selección.